# Disney Channel (Brésil)
La chaîne Disney Channel a été lancée au Brésil le 5 avril 2001. Elle est diffusée en portugais et distribuée à la fois par satellite (Nossa TV, Oi, Sky Brazil et DirecTV Brazil) et par câble (Vivo et Claro).
Avant le lancement de Disney Channel au Brésil, une chaîne de télévision Disney Weekend était diffusée uniquement en fin de semaine en option sur DirecTV à partir de 1997.
C'est avec le lancement de ce réseau brésilien que Disney a créé la société Disney Channel International.
Le 2 décembre 2024, Disney annonce la fermeture de toutes ses chaînes de télévision linéaires au Brésil le 28 février 2025 (excepté ESPN), se dédiant complètement à Disney+,,.

## Diffusion
La chaîne est disponible sur diverses plateformes :
- Par satellite :
  - Sky Brasil
  - Vivo TV
  - Claro TV
  - Oi TV
  - Nossa TV
- Par câble : 
  - Claro TV+
  - Vivo TV